# 大槺榔東頂堡
大槺榔東頂堡，是台灣中南部自清治時期至日治初期的一個行政區劃，其範圍包括今雲林縣的北港鎮全部及水林鄉東北部。
大槺榔東頂堡西邊及西北邊為尖山堡，東北邊為白沙墩堡，東南邊為打貓西堡，南邊為大槺榔西堡、蔦松堡。

## 管轄街庄
大槺榔東頂堡共轄13個街庄：
- 今北港鎮境內：北港街、新街庄、後溝仔庄、草湖庄、溝皂庄、蕃仔溝庄、好收庄、樹仔腳庄、扶朝家
- 今水林鄉境內：水燦林庄、土間厝庄、春牛埔庄、車巷口庄